# Der große Wurf
Der große Wurf (Originaltitel: The Pride of the Yankees) ist eine US-amerikanische Filmbiografie von Sam Wood aus dem Jahr 1942, in der Gary Cooper als Baseballspieler Lou Gehrig die Hauptrolle spielte.

## Handlung
Erzählt wird die Lebensgeschichte des populärsten Baseballspielers der USA: Lou Gehrig. Als Sohn deutscher Einwanderer wächst er vor dem Ersten Weltkrieg auf und träumt davon, ein berühmter Baseballspieler zu werden. In ärmlichen Verhältnissen lebend, haben seine Eltern nur ein Ziel. Ihr Sohn soll die Columbia University besuchen und Ingenieur werden. Lou besucht das College und verfolgt weiterhin seine Sportlerkarriere. Der Sportjournalist Sam Blake entdeckt das Talent und fördert ihn. Er sorgt dafür, dass Lou einen Vertrag bei den New York Yankees erhält. Lou kommt so in die beste Baseballmannschaft der Welt. Er verliebt sich in die junge Eleanor und erwirbt sich neben seinem privaten Glück den Ruf eines der solidesten Spieler der Liga. Da er nie ein Spiel verpasst, erhält er den Spitznamen „The Iron Man of Baseball“.
1938 neigt sich seine Karriere fast dem Ende zu. Gehrig spielt seine schwächste Saison. Der Grund war jedoch nicht sein bereits fortgeschrittenes Alter, sondern eine schwere Erkrankung. Gehrig erkrankt an ALS. Die gesamte Fangemeinde verfolgt den Krankheitsverlauf ihres Helden, und die Krankheit erhält den Namen „Lou-Gehrig-Syndrom“. Ein letztes Mal betritt Lou Gehrig das New Yorker Yankee Stadion und spricht seine Abschiedsworte zu seinen Fans. 1941 stirbt er im Alter von 37 Jahren.

## Hintergrund
Das Drehbuch, an dem auch Damon Runyon sowie Paul Gallico, Vincent Lawrence und Casey Robinson mitarbeiteten, basierte auf einer Geschichte von Paul Gallico, die das Leben von Lou Gehrig zur Grundlage hatte. Samuel Goldwyn produzierte den Film nur ein Jahr nach Gehrigs Tod. Im Film traten zahlreiche ehemalige Sportlerkollegen auf, die alle sich selbst spielten. Hauptdarsteller Gary Cooper arbeitete nach Mein Mann, der Cowboy, Der Westerner und Sergeant York zum vierten Mal mit Walter Brennan zusammen.
Die RKO brachte den Film 1955 in die bundesdeutschen Lichtspielhäuser. In der 1975 ausgestrahlten Fernsehfassung erhielt Gary Cooper die Stimme von Heinz Drache.

## Kritiken
Das Lexikon des internationalen Films befand, dass Woods Film „spannende Sportszenen mit einem menschlich bewegenden Schicksal und Milieustudien aus dem amerikanischen Kleinbürgertum“ miteinander verbinde. Die Leistungen der Schauspieler seien dabei „über dem Durchschnitt“.

## Auszeichnungen
Bei der Oscarverleihung 1943 wurde der Filmschnitt mit dem Oscar für besten Schnitt prämiert. Der Film war in insgesamt elf Kategorien nominiert:
- Bester Film
- Bester Hauptdarsteller – Gary Cooper
- Beste Hauptdarstellerin – Teresa Wright
- Beste Originalgeschichte – Paul Gallico
- Beste Drehbuchadaption – Herman J. Mankiewicz, Jo Swerling
- Beste Kamera/Schwarzweißfilm – Rudolph Maté
- Bester Schnitt – Daniel Mandell
- Beste Filmmusik – Leigh Harline
- Bestes Szenenbild/Schwarzweißfilm – Perry Ferguson, Howard Bristol
- Bester Ton – Thomas T. Moulton
- Beste Spezialeffekte – Jack Cosgrove, Ray Binger, Thomas T. Moulton

2024 wurde Der große Wurf in das National Film Registry aufgenommen.

## Synchronisation
Eine deutsche Synchronfassung entstand 1975 für das Fernsehen bei der Arena Synchron, Berlin. Das Dialogbuch schrieb Fritz A. Koeniger. Die Dialogregie übernahm Hans D. Bove.
| Rolle             | Darsteller      | Synchronsprecher 1975  |
| ----------------- | --------------- | ---------------------- |
| Lou Gehrig        | Gary Cooper     | Heinz Drache           |
| Eleanor Twitchell | Teresa Wright   | Almut Eggert           |
| Babe Ruth         | Babe Ruth       | Heinz Engelmann        |
| Sam Blake         | Walter Brennan  | Klaus Miedel           |
| Hank Hanneman     | Dan Duryea      | Wolfgang Draeger       |
| Christina Gehrig  | Elsa Janssen    | Ursula Krieg           |
| Henry Gehrig      | Ludwig Stössel  | Walter Bluhm           |
| Bill Dickey       | Bill Dickey     | Joachim Cadenbach      |
| Miller Huggins    | Ernie Adams     | Gerd Martienzen        |
| Frank Twitchell   | Pierre Watkin   | Friedrich Schoenfelder |
| Klinikarzt        | Edward Fielding | Ernst Wilhelm Borchert |